# Jan A. P. Kaczmarek
Jan A. P. Kaczmarek   (Konin, 29 d'abril de 1953 - Cracòvia, 21 de maig de 2024) va ser un compositor polonès, autor de més de 30 bandes sonores pel cinema i documentals.

## Biografia
Kaczmarek va ser un dels molts compositors de música de cinema polonesos que van aconseguir fama mundial. Inicialment, es graduà en dret i política per la Universitat Adam Mickiewicz a Poznań, però aviat abandonà que la seva carrera planejada com a diplomàtic després de descobrir la seva passió per la música. Va escriure música per al teatre a Polònia, formant una miniorquestra anomenada The Orchestra of the Eighth Day, que actuava durant les vagues de Solidarność durant els primers anys 1980, sent políticament actius durant el mandat de l'anterior president Lech Walesa.
Durant els últims anys 1980 i primers 1990 Kaczmarek, amb The Orchestra of the Eighth Day, començava a viatjar i a fer àlbums guanyant un prestigi internacional. Finalment, Kaczmarek començava a escriure per al teatre als Estats Units - a Nova York, Chicago i Los Angeles - i després de compondre treballs menors en unes quantes pel·lícules de terror, finalment el 1995 escriu la seva primera pel·lícula amb una certa fama internacional, Total Eclipse, de la directora polonesa Agnieszka Holland.
Els seus altres treballs per al director, que inclouen Washington Square (1997), El tercer miracle (The Third Miracle) (1999) i la sèrie de TV Shot Through the Heart (2001) començaven a realçar la seva reputació. Però les seves composicions per al thriller de terror Lost Souls (2000) i el drama romàntic Unfaithful (2002) reforçats pel seu potencial a les taquilles, li donarem fama mundial.
Es va convertir en el primer compositor polonès en guanyar un Oscar per Descobrir el País de Mai Més el 2004. A més de la seva obra cinematogràfica, Kaczmarek va escriure dues simfonies i peces corals per a dos esdeveniments nacionals a Polònia. Cantata for Freedom (2005) per celebrar el 25è aniversari del moviment Solidarność, i Oratorio 1956 (2006) per commemorar 50è aniversari de la revolta sagnant contra el govern totalitari a Poznań.

## Filmografia
- Leonie (2010)
- Get Low (2010)
- Sempre al teu costat, Hachiko (Hachiko: A Dog's Story) (2009)
- City Island (2009)
- Horsemen (2009)
- Pinotxo (Pinocchio) (2008)
- Passchendaele (2008)
- The Karamazov Brothers (2008)
- El visitant (The Visitor) (2008)
- Hania (2007)
- Evening (2007)
- A Girl Like Me (2006)
- Descobrir el País de Mai Més (Finding Neverland) (2004)
- Unfaithful (2002)
- Fills d'un mateix déu (Edges of the Lord) (2001)
- Quo Vadis (2001)
- Lost Souls (2000)
- The Third Miracle (1999)
- Aimée & Jaguar (1999)
- Washington Square (1997)
- Bliss (1996)
- Total Eclipse (1995)
- Dead Girl (1994)
- Gospel According to Harry (1994)
- Doppelgänger (1993)
- White Marriage (1993)